# Schi acrobatic la Jocurile Olimpice de iarnă din 2022 - sărituri (feminin)
Proba de schi acrobatic, sărituri feminin de la Jocurile Olimpice de iarnă din 2022 de la Beijing, China a avut loc pe 13 și 14 februarie 2022 la Genting Snow Park.

## Program
Orele sunt orele Chinei (ora României + 6 ore).
| Dată         | Ora                     | Rundă                     |
| ------------ | ----------------------- | ------------------------- |
| 13 februarie | 19:00–19:40 19:45–20:15 | Calificări 1 Calificări 2 |
| 14 februarie | 19:00–20:15             | Finală                    |

## Calificări 1
Primele 6 sportive s-au calificat direct în finală, celelalte urmând a participa la un al doilea tur de calificare.
| Loc | Nr. de concurs | Ordine | Nume                   | Țară                       | Scor   | Note |
| --- | -------------- | ------ | ---------------------- | -------------------------- | ------ | ---- |
| 1   | 3              | 17     | Laura Peel             | Australia                  | 104,54 | C    |
| 2   | 23             | 25     | Ashley Caldwell        | Statele Unite ale Americii | 101,31 | C    |
| 3   | 1              | 2      | Xu Mengtao             | China                      | 101,10 | C    |
| 4   | 4              | 14     | Danielle Scott         | Australia                  | 96,23  | C    |
| 5   | 8              | 12     | Marion Thénault        | Canada                     | 93,06  | C    |
| 6   | 12             | 11     | Hanna Huskova          | Belarus                    | 92,00  | C    |
| 7   | 25             | 15     | Megan Nick             | Statele Unite ale Americii | 89,18  |      |
| 8   | 13             | 23     | Kalia Kuhn             | Statele Unite ale Americii | 84,24  |      |
| 9   | 2              | 8      | Kong Fanyu             | China                      | 83,78  |      |
| 10  | 18             | 6      | Eseniia Pantiukhova    | COR                        | 82,84  |      |
| 11  | 20             | 24     | Anastasiya Andryianava | Belarus                    | 81,58  |      |
| 12  | 7              | 16     | Zhanbota Aldabergenova | Kazahstan                  | 80,56  |      |
| 13  | 14             | 19     | Winter Vinecki         | Statele Unite ale Americii | 78,96  |      |
| 14  | 21             | 22     | Anastasiia Prytkova    | COR                        | 78,43  |      |
| 15  | 6              | 10     | Shao Qi                | China                      | 77,49  |      |
| 16  | 19             | 7      | Naomy Boudreau-Guertin | Canada                     | 77,43  |      |
| 17  | 17             | 20     | Gabi Ash               | Australia                  | 77,17  |      |
| 18  | 9              | 9      | Flavie Aumond          | Canada                     | 76,86  |      |
| 19  | 16             | 13     | Akmarzhan Kalmurzayeva | Kazahstan                  | 70,86  |      |
| 20  | 10             | 5      | Olga Polyuk            | Ucraina                    | 68,76  |      |
| 21  | 24             | 4      | Alexandra Bär          | Elveția                    | 67,72  |      |
| 22  | 11             | 18     | Emma Weiß              | Germania                   | 65,52  |      |
| 23  | 22             | 1      | Liubov Nikitina        | COR                        | 63,80  |      |
| 24  | 15             | 3      | Anna Derugo            | Belarus                    | 58,59  |      |
| 25  | 5              | 21     | Anastasiya Novosad     | Ucraina                    | NS     |      |

## Calificări 2
Primele 6 sportive s-au calificat în finală, celelalte fiind eliminate din competiție.
| Loc | Nr. de concurs | Ordine | Nume                   | Țară                       | Runda 1 | Runda 2 | Cel mai bun rezultat | Note |
| --- | -------------- | ------ | ---------------------- | -------------------------- | ------- | ------- | -------------------- | ---- |
| 1   | 16             | 10     | Akmarzhan Kalmurzayeva | Kazahstan                  | 70,86   | 98,68   | 98,68                | C    |
| 2   | 25             | 11     | Megan Nick             | Statele Unite ale Americii | 89,18   | 85,65   | 89,18                | C    |
| 3   | 13             | 18     | Kalia Kuhn             | Statele Unite ale Americii | 84,24   | 86,62   | 86,62                | C    |
| 4   | 2              | 7      | Kong Fanyu             | China                      | 83,78   | 81,99   | 83,78                | C    |
| 5   | 18             | 5      | Eseniia Pantiukhova    | COR                        | 82,84   | 77,43   | 82,84                | C    |
| 6   | 20             | 19     | Anastasiya Andryianava | Belarus                    | 81,58   | NS      | 81,58                | C    |
| 7   | 7              | 12     | Zhanbota Aldabergenova | Kazahstan                  | 80,56   | 68,26   | 80,56                |      |
| 8   | 17             | 15     | Gabi Ash               | Australia                  | 77,17   | 80,04   | 80,04                |      |
| 9   | 14             | 14     | Winter Vinecki         | Statele Unite ale Americii | 78,96   | 70,56   | 78,96                |      |
| 10  | 21             | 17     | Anastasiia Prytkova    | COR                        | 78,43   | 77,43   | 78,43                |      |
| 11  | 6              | 9      | Shao Qi                | China                      | 77,49   | 54,90   | 77,49                |      |
| 12  | 19             | 6      | Naomy Boudreau-Guertin | Canada                     | 77,43   | 67,04   | 77,43                |      |
| 13  | 9              | 8      | Flavie Aumond          | Canada                     | 76,86   | 73,95   | 76,86                |      |
| 14  | 11             | 13     | Emma Weiß              | Germania                   | 65,52   | 75,98   | 75,98                |      |
| 15  | 22             | 1      | Liubov Nikitina        | COR                        | 63,80   | 69,30   | 69,30                |      |
| 16  | 10             | 4      | Olga Polyuk            | Ucraina                    | 68,76   | 56,68   | 68,76                |      |
| 17  | 24             | 3      | Alexandra Bär          | Elveția                    | 67,72   | 56,26   | 67,72                |      |
| 18  | 15             | 2      | Anna Derugo            | Belarus                    | 58,59   | 53,65   | 58,59                |      |
| 19  | 5              | 16     | Anastasiya Novosad     | Ucraina                    | NS      | NS      | NS                   |      |

## Rezultate finală
| Loc | Nr. de concurs | Nume                   | Țară                       | Finala 1   | Finala 1   | Finala 1             | Finala 2                 |
| Loc | Nr. de concurs | Nume                   | Țară                       | Săritura 1 | Săritura 2 | Cel mai bun rezultat | Finala 2                 |
| --- | -------------- | ---------------------- | -------------------------- | ---------- | ---------- | -------------------- | ------------------------ |
| 1   | 1              | Xu Mengtao             | China                      | 103,89     | NS         | 103,89               | 108,61                   |
| 2   | 12             | Hanna Huskova          | Belarus                    | 89,41      | 92,00      | 92,00                | 107,95                   |
| 3   | 25             | Megan Nick             | Statele Unite ale Americii | 95,17      | 90,24      | 95,17                | 93,76                    |
| 4   | 23             | Ashley Caldwell        | Statele Unite ale Americii | 103,92     | 105,60     | 105,60               | 83,71                    |
| 5   | 3              | Laura Peel             | Australia                  | 69,16      | 100,02     | 100,02               | 78,56                    |
| 6   | 2              | Kong Fanyu             | China                      | 102,71     | 62,24      | 102,71               | 59,67                    |
| 7   | 8              | Marion Thénault        | Canada                     | 66,97      | 91,29      | 91,29                | Nu a avansat în Finala 2 |
| 8   | 13             | Kalia Kuhn             | Statele Unite ale Americii | 76,49      | 85,68      | 85,68                | Nu a avansat în Finala 2 |
| 9   | 18             | Eseniia Pantiukhova    | COR                        | 78,75      | 58,29      | 78,75                | Nu a avansat în Finala 2 |
| 10  | 4              | Danielle Scott         | Australia                  | 71,23      | 64,79      | 71,23                | Nu a avansat în Finala 2 |
| 11  | 16             | Akmarzhan Kalmurzayeva | Kazahstan                  | 52,36      | 71,23      | 71,23                | Nu a avansat în Finala 2 |
| 12  | 20             | Anastasiya Andryianava | Belarus                    | 59,22      | 70,11      | 70,11                | Nu a avansat în Finala 2 |